# کرگزمور (نیویورک)
کرگزمور (به انگلیسی: Cragsmoor) یک منطقهٔ مسکونی در ایالات متحده آمریکا است که در شهرستان اولستر، نیویورک واقع شده‌است. کرگزمور ۱۱٫۳ کیلومتر مربع مساحت و ۴۴۹ نفر جمعیت دارد و ۵۶۸ متر بالاتر از سطح دریا واقع شده‌است.